# Montgaillard, Aude
Montgaillard är en kommun i departementet Aude i regionen Occitanien  i södra Frankrike. Kommunen ligger  i kantonen Tuchan som ligger i arrondissementet Narbonne. År 2022 hade Montgaillard 37 invånare.

## Befolkningsutveckling
Antalet invånare i kommunen Montgaillard
Referens: INSEE